# Lamini
Lamini – plemię ssaków z podrodziny Camelinae w obrębie rodziny wielbłądowatych (Camelidae).

## Zasięg występowania
Plemię obejmuje gatunki występujące w Ameryce Południowej.

## Podział systematyczny
W zależności od ujęcia systematycznego do plemienia należy 1 (Lama) lub 2 (Lama i Vicugna) występujące współcześnie rodzaje; tutaj klasyfikacja za Mammals Diversity Database i All the Mammals of the World (2023):
- Lama G. Cuvier, 1800 – lama

Opisano również gatunki wymarłe:
- Aepycamelus Macdonald, 1956[14]
- Alforjas J.A. Harrison, 1979[15]
- Blancocamelus Dalquest, 1975[16] – jedynym przedstawicielem był Blancocamelus meadei Dalquest, 1975
- Camelops Leidy, 1854[17]
- Eulamaops Ameghino, 1889[18] – jedynym przedstawicielem był Eulamaops parallelus (Ameghino, 1884)
- Hemiauchenia P. Gervais & Ameghino, 1880[19]
- Palaeolama P. Gervais, 1867[20]
- Pleiolama Webb & Meachen, 2004[21]